# 段匹磾
段 匹磾（だん ひつてい、? - 321年）は、鮮卑段部の大人。『北史』は段疋磾と表記している。父は段務勿塵。兄は段疾陸眷。弟は段文鴦。

## 生涯
310年10月、朝廷より左賢王に任じられた。その衆を率いて各地の反乱鎮圧に赴き、西晋を輔けた功により、段匹磾は撫軍大将軍を授けられた。
312年12月、幽州刺史王浚が石勒討伐の兵を興して本拠地襄国に進軍させると、段部の大人段疾陸眷は5万の兵を率いてこれに応じ、段匹磾もまた従軍した。討伐軍は渚陽まで至ると、迎え撃って来た石勒軍の諸将を全て撃破し、そのまま一気呵成に攻城戦の準備に取り掛かった。だが、石勒は予め孔萇に命じて北城に突門を造らせて伏兵を配しており、段部の布陣がまだ整っていないのを確認すると、孔萇に命じて奇襲を掛けさせた。これにより段部は大敗を喫し、軍を退いた。
314年3月、石勒が薊城を攻略して王浚を滅ぼすと、寧朔将軍劉翰に薊城を守らせた。4月、劉翰は裏切って段匹磾の下へと亡命した為、段匹磾は薊城を領有するようになった。また、王浚の綏集将軍・楽陵郡太守邵続に手紙を出して司馬睿（東晋の元帝）に帰順するよう求めると、邵続は勧めに応じ、石勒から離反して厭次ごと段匹磾に帰順した。怒った石勒は8000騎を率いて邵続を包囲すると、段匹磾は弟の段文鴦を救援に派遣した。石勒はこれを知ると、攻城具を捨てて東に撤退したが、邵続と段文鴦は安陵まで追撃し、石勒の官吏らを捕らえ、三千家余りを移住させてから帰還した。また騎兵を派遣して石勒の領地の北辺を脅かし、常山を襲って二千家余りを手に入れた。その後、段匹磾は朝廷より正式に幽州刺史に任じられ、勃海公に封じられた。
315年7月、石勒は厭次へと進攻すると、邵続は段匹磾に救援を要請した。段匹磾は段文鴦を救援として派遣し、石勒はこれを聞くと軍を退いた。
316年4月、石虎が後将軍劉演の守る廩丘を攻撃すると、段匹磾は邵続と段文鴦を救援に向かわせたが、石虎が盧関津を固めていたので、進軍が出来なかった。劉演は廩丘を守り切れず、城を捨てて段文鴦の軍に逃げ込んだ。
12月、大将軍劉琨が并州を失陥すると、段匹磾は以前から劉琨の下へ使者を送って共に晋室を助けたいと語っていたので、使者を派遣して劉琨を招聘した。劉琨はこれに応じ、兵を率いて飛狐口を通過し、段匹磾の本拠地薊城に入った。段匹磾と劉琨は互いに尊重し合い、婚姻関係を結んで義兄弟の契りを交わした。
317年3月、段匹磾は劉琨と共に晋王司馬睿を補佐することを決め、左長史栄邵を建康に派遣した。6月、栄邵が建康に到着すると、他の百官と共に司馬睿へ帝位に即くよう勧める上奏文を奉じた。
7月、段匹磾は劉琨を大都督に推戴すると共に、兄の段疾陸眷・叔父の段渉復辰・従弟の段末波らへ檄文を発し、固安に集結して共に石勒を討伐せんと呼びかけた。しかし、段末波は石勒からかつて厚恩を受けていたので、軍を進めなかった。また、段疾陸眷らへ「父兄が子弟に従うのは恥ではないでしょうか。また、仮に功績を挙げたとしても、匹磾がこれを独占するでしょう。我らに一体何の益がありましょう！」と述べたので、段疾陸眷は軍を撤退させた。劉琨と段匹磾は勢いを削がれ、止む無く薊へ退却した。
318年1月、段疾陸眷が病死すると、段疾陸眷の子が幼かった事から、段渉復辰が仮に位を継いだ。段匹磾は兄の死を聞き、劉琨の嫡男である劉羣と共に段部の本拠である令支に向かった。この時、段匹磾は密かに部族の有力者である段末波と段驎（段務勿塵の従兄弟）を殺して国権を掌握しようと目論んでいた。だが、これは国家を欺く行為なので、段末波がこれに乗じて乱を為す事と、父母や一族より反発される事を危惧した。その為、軍事行動を起こさずに密かに計画を進めたが、その側近が段末波にこの事を密告してしまった。その為、段匹磾が右北平に入ると、段末波は兵を発してその前進を阻み、段匹磾を撃ち破って全滅に近い大損害を与えた。段匹磾はかろうじて薊城へ逃れたが、劉琨の嫡男である劉羣は捕らわれとなった。同時に、段末波は隙を突いて段渉復辰を襲撃し、段渉復辰とその子弟を始め一派の者をみな誅殺すると、自ら単于を称して自立した。これ以降、段末波は段匹磾と互いに攻め合うようになり、段部の部衆は離散してしまう事となった。
4月、段末波は劉琨を味方に引き入れて共に段匹磾を討とうと思い、劉羣に劉琨へ内応を要請する書状を書かせ、密偵を放って劉琨の下へ送り届けさせた。その密偵は途中で捕まってしまったが、これにより段匹磾は劉琨を疑うようになった。5月、この時、劉琨は征北小城（征北将軍の治所）に駐屯していたが、段匹磾より呼び寄せられて何も知らずに面会した。段匹磾は劉羣の手紙を劉琨に見せると「公（劉琨）を疑ってはおらん。故に公には全てを伝えるのだ」といった。劉琨は「公（段匹磾）と盟を結んで王室を助ける事を誓いあい、その力をもって国家の恥を雪がんとしているのだ。もしこの書が届けられていたとしても、わが子のために公を裏切って義を忘れるようなことはない」と言った。段匹磾は劉琨を大いに重んじていたので、劉琨を信じて帰らせようとした。しかし、弟の段叔軍は「我々は胡夷に過ぎず、晋人が服従しているのは恐れているからです。今、我等は骨肉の争いの中にあり、晋人が乱を起こすなら絶好の機会と言えます。もし誰かが劉琨を奉じて決起したならば、我が族は滅ぶことでしょう」と告げたので、段匹磾は劉琨を留めた。劉琨の庶長子劉遵は段匹磾に誅殺されるのを恐れ、劉琨の左長史楊橋・并州治中如綏と共に城門を閉じて守りを固めた。段匹磾は劉遵を諭したが応じなかったので、兵を派遣して攻め、楊橋を討伐して如綏を降伏させた。代郡太守辟閭嵩・雁門郡太守王拠・後将軍韓拠は秘かに段匹磾を誅殺しようと目論み、攻具を製造した。韓拠の娘は段匹磾の子の妾であり、彼女はその謀略を聞くと、段匹磾に漏らした。これにより、王拠と辟閭嵩は捕縛され、一族もとろも誅殺された。
東晋の大将軍王敦らは劉琨の存在を快く思っておらず、密かに段匹磾の下に使者を送り、劉琨を殺害するよう仕向けた。
5月、王敦の密使が段匹磾の下に至ると、段匹磾はかねてより部下が劉琨に付いて反乱を起こすことを恐れていたので、遂に元帝の詔を得たと称して劉琨を捕縛し、劉琨を絞殺してその子や甥4人も殺害した。劉琨の従事中郎盧諶・崔悦らは残った兵を率いて段末波を頼り、その他の多くの将は石勒に投降した。この事件が原因で漢人も胡人も段匹磾から離れていった。
同月、段末波は弟に騎兵を与えて段匹磾を攻撃させると、段匹磾は兵数千を引き連れて厭次に割拠する邵続の下に逃走を図った。だが、石勒配下の石越より攻撃を受け、塩山で大敗を喫したので、再び薊城に戻った。
邵続は食糧を得るために平原に邵存を派遣すると、段匹磾もまた段文鴦を合流させたが、石虎に敗れた。
319年4月、段匹磾の兵士は食糧不足のために四散してしまい、薊を離れて上谷に拠点を移した。これにより、薊は後趙により占拠された。代王拓跋鬱律が上谷を攻撃すると、段匹磾は妻子を棄てて楽陵へと逃亡し、邵続の下に身を寄せた。
320年1月、段末波より攻撃を受け、またも敗れた。この時、段匹磾は邵続へ「我はもとより夷狄の者であるが、義のために家を滅ぼした。もし、君がかつての約束を忘れていないならば（314年に司馬睿に帰順するよう約束した事）、共に末波を討ってくれないだろうか」と請うと、邵続はこれに同意して兵を派遣し、共に段末波を破ってその軍をほぼ全滅させた。段匹磾は勝ちに乗じて段文鴦と共に薊を攻撃したが、石勒はその隙をついて石虎に邵続の守る厭次を包囲させた。2月、邵続は出撃するも、石虎に敗れて捕らえられた。石虎は邵続に厭次城の兵を説得させて、降伏させようとしたが、邵続は城下に出向いて兄の子の邵竺らを呼ぶと「我が志は国難を雪ぎ、これまで受けた恩に報いる事であったが、不幸にもこのようになってしまった。汝らは努力自勉し、段匹磾を奉じて主とし、二心を抱くことの無いように。」と告げた。この時、段匹磾は薊から帰還する途上であったが、邵続が捕らわれた事を知り、その士兵が離散し始めた。段匹磾は厭次に入ろうとしたが、石虎軍が道を塞いだ。段文鴦は数百の親兵を率いて力戦したので、かろうじて厭次に入城する事が出来た。段匹磾は邵緝・邵存・邵竺らと共に城を固守した。
6月、後趙の将軍孔萇は段文鴦の陣営10余りを陥落させたが、段文鴦は孔萇の陣営に夜襲を掛け、孔萇に大勝して退却させた。
321年3月、石虎は厭次に進軍して段匹磾と戦い、孔萇は領内の諸城を陥落させた。段文鴦は段匹磾へ「我らはその勇猛で名が知られており、民からも敬仰されております。今、民が被害を受けているのに救おうとしないのは、怯といえます。民の信望を失えば、誰が我らの為に死力をつくしましょうか！」と言い、数10騎を率いて出陣すると、段匹磾もまた歩兵を率いて後続した。石虎は伏兵を配しており、段匹磾は奮戦してこれを撃退してから城に戻ったが、段文鴦は取り残されてしまった。その後も段文鴦は朝から午後になるまで奮戦を続けたが、後趙の兵が四方から包囲を縮めると、ついに力尽きて捕えられた。これにより城内の戦意が消失し、段匹磾は単騎で東晋に奔ろうとしたが、邵続の弟である楽安内史邵洎がこれを留め、東晋からの使者王英を捕えて石虎に送ろうとした。これに段匹磾は「卿は兄（邵続）の志を守ることが出来なかったばかりか、我が朝廷に帰順するのも阻んだ。あまりにも大きな事をしでかしたのだぞ！その上、天子の使者まで捕らえようというのか。夷狄の我であっても、そのような振る舞いは聞いたことが無いぞ！」と叱責したが、邵洎は聞き入れず、遂に城を挙げて石虎に降った。段匹磾は王英に向かって「匹磾は代々重恩を受け、忠孝を忘れた事はありません。今日、こうして事態が逼っており、朝廷には謝罪したく思いますが、逼迫されて忠款を遂げる事もできません。もし、まだ生きる事が適ったとしても、本来の志を忘れることは決してありません」と述べ、朝服を身につけて節を手にして城を出た。石虎と接見すると「我は晋より恩を受け、汝を滅ぼす志を立てた。不幸にもこのような事になってしまったが、汝を敬う事は出来ぬ」と言い放った。石勒と石虎は以前、段匹磾と兄弟の契りを結んでいたため、石虎は立ちあがって段匹磾に拜礼し、襄国へと護送した。石勒は段匹磾を冠軍将軍に、弟の段文鴦と将軍衛麟を左右中郎将に任じ、金章紫綬を授けた。これにより冀州・并州・幽州が後趙の支配下に入り、遼西以西の諸集落は皆石勒に帰順した。
襄国へ送られてからも、段匹磾は一向に石勒に臣従せず、東晋の朝服を着て東晋の符節を持った。1年余りの後、ある者が段匹磾を主に推戴して後趙から離反しようと画策していた事が発覚し、段匹磾は誅殺された。

## 参考資料
- 『魏書』（列伝第九十一）
- 『晋書』（元帝明帝紀、列伝第三十三、第三十二）
- 『資治通鑑』（巻八十八 - 巻九十一）
- 『太平御覧』（巻四三五）